# Dicranoloma wattsii
Dicranoloma wattsii är en bladmossart som beskrevs av Brotherus 1918. Dicranoloma wattsii ingår i släktet Dicranoloma och familjen Dicranaceae. Inga underarter finns listade i Catalogue of Life.